# 오스트레일리아-오스트리아 관계
오스트레일리아와 오스트리아 또는 호주와 오스트리아의 관계는 1953년 12월 3일에 수립되었다.

## 역사
오스트레일리아와 오스트리아의 교류는 오스트레일리아의 전신 국가인 영국 시절부터 시작되었다. 오스트레일리아가 영국의 자치령에서 독립국이 된 1942년으로부터 11년 후 오스트리아와 수교하였다. 두 국가는 순 제로 배출, 여성의 권리, 다양성 분야에서 협력한다.
오스트레일리아의 인구 중 소수의 오스트리아계 국민들이 존재하며, 이들의 조상은 오스트리아-헝가리 국민, 오스트리아 유대인, 나치 독일을 피해서 온 오스트리아 난민 등 다양하다. 이들은 주로 뉴사우스웨일스주에서 거주하는 것으로 밝혀졌다.
두 국가는 비슷한 이름으로 종종 혼동되기도 한다. 대한민국에서도 이러한 혼동이 여러 번 발생한 적이 있다. 2010년 서울 G20 정상회의 준비 과정에서 오스트레일리아와 오스트리아를 혼동한 적이 있으며, 2014년 반기문 사무총장이 유엔 연설 당시 오스트레일리아와 오스트리아를 혼동하는 실수를 한 적이 있다.
- 1953년 수교

## 같이 보기
- 오스트레일리아의 대외 관계
- 오스트리아의 대외 관계